# NGC 2438
NGC 2438은 고물자리에 있는 행성상 성운이다.

## 발견 및 역사
존 허셜이 1786년 발견하였다.

## 특징
NGC 2438은 시각적으로 관측할 때 산개 성단 메시에 46에 위치하고 있어 같은 거리에 있는 것으로 보인다. 그러나 그것은 우연히 그렇게 보일 뿐 훨씬 가까운 2,900 광년의 거리에 있다. 중심별의 밝기는 +17.7등급의 백색 왜성으로 표면 온도는 약 75,000도 이다.